# Walter Dorsch (Politiker)
Walter Dorsch (* 19. August 1922 in Fürth; † 1. August 1989 ebenda) war ein deutscher Politiker (SPD).
Dorsch besuchte die Volksschule und die kaufmännische Berufsschule und machte danach eine Verwaltungslehre bei der Stadt Fürth. Er war im Kriegsdienst und gelangte nach der Schlacht um Stalingrad in sowjetische Kriegsgefangenschaft die bis 1949 andauerte. Danach absolvierte er mit Erfolg eine Berufsausbildung für den gehobenen Staats- und Gemeindeverwaltungsdienst, war Vorstand des Steueramts beziehungsweise Vorsitzender des Gesamtpersonalrats der Stadt Fürth sowie Verwaltungsleiter der Krankenanstalten.
1963 trat Dorsch in die SPD ein, wo er stellvertretender Kreisvorsitzender und Kreisvorsitzender der SPD für Fürth-Stadt war. Von 1974 bis 1986 war er Mitglied des Bayerischen Landtags, stets direkt gewählt im Stimmkreis Fürth-Stadt.